# Itálie na Letních olympijských hrách 1980
Itálii na Letních olympijských hrách 1980 v Moskvě reprezentovalo 158 sportovců, z toho 120 mužů a 38 žen. Nejmladší účastnicí byla plavkyně Laura Foralosso (14 let, 273 dní), nejstarší pak lukostřelkyně Franca Capetta (43 let, 235 dní). Reprezentanti vybojovali 15 medailí, z toho 8 zlatých, 3 stříbrné a 4 bronzové. V souvislosti s bojkotem her nastupovali sportovci Itálie pod olympijskou vlajkou.

## Medailisté
| Medaile | Jméno | Sport             | Disciplína                 |
| ------- | --- | ----------------- | -------------------------- |
| Zlato   | Pietro Mennea | Atletika          | Muži 200 metrů             |
| Zlato   | Maurizio Damilano | Atletika          | Muži 20 km chůze           |
| Zlato   | Sara Simeoniová | Atletika          | Ženy skok vysoký           |
| Zlato   | Patrizio Oliva | Box               | lehká velterová váha       |
| Zlato   | Federico Roman | Jezdectví         | jezdecká všestrannost      |
| Zlato   | Ezio Gamba | Judo              | Muži 71 kg                 |
| Zlato   | Luciano Giovannetti | Sportovní střelba | trap                       |
| Zlato   | Claudio Pollio | Zápas             | volný styl do 48 kg        |
| Stříbro | Marco Solfrini Renzo Vecchiato Renato Villalta Dino Meneghin Romeo Sacchetti Michael Silvester Pietro Generali Enrico Gilardi Pierluigi Marzorati Marco Bonamico Roberto Brunamonti Fabrizio Della Fiori | Basketbal         | Turnaj mužů                |
| Stříbro | Marina Sciocchetti Anna Casagrande Federico Roman Mauro Roman | Jezdectví         | jezdecká všestrannost týmy |
| Stříbro | Ferdinando Meglio Michele Maffei Mario Aldo Montano Marco Romano | Šerm              | muži družstvo šavle        |
| Bronz   | Giancarlo Ferrari | Lukostřelba       | muži jednotlivci           |
| Bronz   | Mauro Zuliani Stefano Malinverni Pietro Mennea Roberto Tozzi | Atletika          | Muži štafeta 4 × 400 m     |
| Bronz   | Giorgio Cagnotto | Skoky do vody     | muži prkno 3 m             |
| Bronz   | Giorgio Gorla Alfio Peraboni | Jachting          | třída Star družstvo        |